# Limba etruscă
Limba etruscă a fost o limbă vorbită și scrisă de etrusci în Italia, în vechea regiune Etruria (astăzi  Toscana, Umbria de vest și Lazio de nord) și în părți din Lombardia, Veneto și Emilia-Romagna (unde etruscii au fost înlocuiți de gali). Limba etruscă a inﬂuențat limba latină, dar a fost până la urmă complet înlocuită de aceasta. Până acum s-au găsit aproximativ 10 000 de inscripții etrusce, din care doar câteva sunt de o lungime considerabilă, unele inscripții bilingve cu texte latine, grecești sau feniciene, și câteva cuvinte de împrumut, inclusiv numele Roma, din cuvântul etrusc Ruma, dar inﬂuența etruscă a fost semniﬁcativă.
Limba etruscă a fost atestată din anul 700 î.Hr. până în anul 50 d.Hr. și nu este înrudită cu altă limbă în viață. Mai demult era considerată o limbă izolată, dar acum se consideră că făcea parte din familia tirseniană, împreună cu limba retică din Munții Alpi și limba lemniană din insula Lemnos din Marea Egee. Cum nu există documente sau texte mai lungi, relațiile mai largi ale familiei tirseniene sunt neclare. O legătură cu limbile anatoliene sau cu limba proto-indo-europeană, a fost sugerată. Lingviștii ruși, ca Serghei Starostin au sugerat o legătură cu supergrupa Dené-Caucaziană, o grupare neacceptată în majoritatea cercurilor științiﬁce, care cuprinde limbile sino-tibetane, limbile nord-caucaziene, limbile Na-Dené, limbile eniseene, limba bască și limba Burushaski.

## Alfabetul limbii etrusce
Alfabetul folosit de etrusci avea 26 de caractere. Își are originea în alfabetul grec, dar se ignoră dacă adaptarea a avut loc în coloniile grecești din Italia sau în Grecia, mai precis în Asia Mică. Pare verosimilă ideea că ar fi vorba de colonia grecească din actuala Ischia, pe atunci Pithekuses.
Originea literei C pare să fie aceeași cu cea a literei G; etrusca nu făcea, se pare, diferența între consoanele oclusive velare surde și sonore ([k] și respectiv [g], în API), alfabetul etrusc a utilizat o a treia literă din alfabetul grec, Γ (gamma), pentru transcrierea consoanei [k], din limba etruscă.

## Vocabularul
Unele nume de înrudire ne sunt cunoscute mulțumită inscripțiilor aflate în morminte:
- papa; „bunic”,
- ati nacna: „bunică”,
- clan: „fiu”,
- sec: „fiică”,
- tusurhtir: „soț”,
- puia: „soție”,
- thuva: „frate”,
- papacs: „nepot”.

### Câteva prenume revelate de epigrafie
- feminine : Ram(a)tha; Tanachilla; Velia; Larthia;
- masculine : Larth; Seth(re) (Setrius); Aruns; Vel.

### Numere
Primele zece cifre, dintre care primele șase înscrise pe zaruri  (celelalte cifre au fost deduse prin adunări explicite):
1. θu
2. zal
3. ci
4. huθ
5. maχ
6. śa
7. semφ
8. cesp
9. nurφ
10. śar

Un articol destul de recent al lui S. A. Iatsemirsky  contrazice interpretarea lui śar ca „zece”, și preferă să i-l substituie pe halχ, prin comparație cu numeralele zecilor, care, cu excepția lui „douăzeci” (zaθrum), se formează toate adăugând un sufix -alχ. Substantivul halχ fiind atestat, de asemenea, în pasajele privitoare la numere, Iatsemirsky conchide că halχ semnifică „zece”, śar semnificând atunci „doisprezece”, prin asemănare fonetică între śar și zal (ś și z par să fie, într-o oarecare măsură interschimbabile.)
Această ipoteză este, evident, criticabilă, ea sprijinindu-se, fără îndoială, pe aceeași apropiere care există în germanică (veche și recentă) între germană zwei / zwölf,  limba nordică veche tveir / tólf.

### Câteva cuvinte cuvinte etrusce păstrate în limba latină și în limba română
Latinii au împrumutat un număr de cuvinte etrusce ca haruspix: „ghicitor” și lanista: „stăpân de gladiatori”. Câteva dintre ele sunt au pătruns în limba română, prin intermediul limbii franceze, și sunt încă folosite, ca histrion (comediant, apoi devenit peiorativ), mecena, numele unui ministru roman de origine etruscă, devenit substantiv comun în mai multe limbi, între care și în limba română și persoană; acesta ar proveni de la denumirea lui Phersu, personaj mascat și bărbos, în același timp amenințător și comic, care apărea în spectacolele funerare. În latină, persona a desemnat o mască de teatru, apoi rolul în piesă, înainte de a primi sensul mai general.

## Galerie de imagini

Distribuţia aproximativă a limbilor în Epoca Fierului din Italia, în secolul al VI-lea î.Hr.
Familia limbilor tyrseniene, din care făcea parte etrusca, împreună cu limba retică și limba lemniană